# 1. Fußball-Club Kaiserslautern 1972-1973
Questa voce raccoglie le informazioni riguardanti il 1. Fußball-Club Kaiserslautern nelle competizioni ufficiali della stagione 1972-1973.

## Stagione
Nella stagione 1972-1973 il Kaiserslautern, allenato da Dietrich Weise, concluse il campionato di Bundesliga al 9º posto. In Coppa di Germania il Kaiserslautern fu eliminato ai quarti di finale dal Borussia M'gladbach. In Coppa di Lega il Kaiserslautern fu eliminato nella fase a gironi. In Coppa UEFA il Kaiserslautern fu eliminato ai quarti di finale dal Borussia M'gladbach.

## Rosa
| N. |                     | Ruolo | Calciatore         |
| -- | ------------------- | ----- | ------------------ |
|    | Germania (bandiera) | P     | Josef Elting       |
|    | Germania (bandiera) | P     | Werner Michelbach  |
|    | Germania (bandiera) | P     | Josef Stabel       |
|    | Germania (bandiera) | D     | Ernst Diehl        |
|    | Germania (bandiera) | D     | Fritz Fuchs        |
|    | Germania (bandiera) | D     | Lothar Huber       |
|    | Germania (bandiera) | D     | Günther Rademacher |
|    | Germania (bandiera) | D     | Günther Reinders   |
|    | Germania (bandiera) | D     | Dietmar Schwager   |
|    | Germania (bandiera) | C     | Klaus Ackermann    |
|    | Germania (bandiera) | C     | Hermann Bitz       |
|    | Germania (bandiera) | C     | Werner Brehm       |

| N. |                                 | Ruolo | Calciatore          |
| -- | ------------------------------- | ----- | ------------------- |
|    | Germania (bandiera)             | C     | Jürgen Friedrich    |
|    | Germania (bandiera)             | C     | Heinz Henkes        |
|    | Germania (bandiera)             | C     | Jochen-Bernd Müller |
|    | Germania (bandiera)             | C     | Peter Schwarz       |
|    | Germania (bandiera)             | C     | Heinz Wilhelmi      |
|    | Germania (bandiera)             | A     | Hans Franz          |
|    | Bosnia ed Erzegovina (bandiera) | A     | Idriz Hošić         |
|    | Germania (bandiera)             | A     | Josef Pirrung       |
|    | Germania (bandiera)             | A     | Wolfgang Seel       |
|    | Germania (bandiera)             | A     | Heinz Toppmöller    |
|    | Germania (bandiera)             | A     | Klaus Toppmöller    |
|    | Germania (bandiera)             | A     | Karlheinz Vogt      |

## Organigramma societario
Area tecnica
- Allenatore: Dietrich Weise
- Allenatore in seconda:
- Preparatore dei portieri:
- Preparatori atletici:

## Calciomercato

### Sessione estiva
| Acquisti | Acquisti         | Acquisti          | Acquisti |
| R.       | Nome             | da                | Modalità |
| -------- | ---------------- | ----------------- | -------- |
| A        | Hans Franz       | VfR K'lautern     |          |
| A        | Klaus Toppmöller | Eintracht Treviri |          |

| Cessioni | Cessioni      | Cessioni    | Cessioni |
| R.       | Nome          | a           | Modalità |
| -------- | ------------- | ----------- | -------- |
| D        | Otto Rehhagel | Saarbrücken |          |

### Sessione invernale
| Acquisti | Acquisti | Acquisti | Acquisti |
| R.       | Nome     | da       | Modalità |
| -------- | -------- | -------- | -------- |

| Cessioni | Cessioni | Cessioni | Cessioni |
| R.       | Nome     | a        | Modalità |
| -------- | -------- | -------- | -------- |

## Risultati

### Bundesliga

#### Girone di andata
| Arbitro: | Basedow |

|                      |           |  |
| Kohle 63’ Cremer 90’ | Marcatori |  |

| Arbitro: | Riegg |

|                         |           |  |
| Friedrich 40’ Fuchs 65’ | Marcatori |  |

| Arbitro: | Ohmsen |

|                                   |           |           |
| Kalb 41’ Heese 69’ Hölzenbein 77’ | Marcatori | 26’ Huber |

| Arbitro: | Aldinger |

|                             |           |            |
| Friedrich 52’ Vogt 60’, 88’ | Marcatori | 62’ Bonhof |

| Arbitro: | Wichmann |

|                                 |           |          |
| Ettmayer 20’, 88’ Handschuh 68’ | Marcatori | 28’ Vogt |

| Kaiserslautern 7 ottobre 1972, ore 15:30 CET 6ª giornata | Kaiserslautern | 0 – 0 referto | Duisburg | Betzenbergstadion (6 500 spett.)\| Arbitro: \| Schulenburg \| |
| Arbitro:                                                 | Schulenburg    |               |          |                                                               |

| Arbitro: | Hamer |

|                     |           |                         |
| Lübeke 1’ Hönig 84’ | Marcatori | 60’ Hošić 71’ Ackermann |

| Arbitro: | Burgers |

|                    |           |          |
| Seel 45’ Hošić 55’ | Marcatori | 15’ Denz |

| Arbitro: | Klauser |

|                   |           |            |
| Bitz 56’ Seel 71’ | Marcatori | 86’ Simmet |

| Arbitro: | Wengenmayer |

|               |           |           |
| Geye 10’, 36’ | Marcatori | 75’ Hošić |

| Arbitro: | Redelfs |

|                     |           |                       |
| Pirrung 5’ Vogt 59’ | Marcatori | 70’ Walitza 90’ Wosab |

| Arbitro: | Ohmsen |

|                       |           |                       |
| Kostedde 40’ Held 83’ | Marcatori | 4’ Ackermann 54’ Vogt |

| Arbitro: | Basedow |

|                         |           |          |
| Hošić 28’, 40’ Seel 59’ | Marcatori | 88’ Roth |

| Arbitro: | Riegg |

|                               |           |          |
| Kobluhn 26’, 76’ Hollmann 84’ | Marcatori | 62’ Seel |

| Arbitro: | Betz |

|                                     |           |               |
| Pirrung 26’ Diehl 58’ Ackermann 80’ | Marcatori | 47’ Neuberger |

| Braunschweig 2 dicembre 1972, ore 15:30 CET 16ª giornata | Eintracht Braunschweig | 0 – 0 referto | Kaiserslautern | Stadion an der Hamburger Straße (8 000 spett.)\| Arbitro: \| Weyland \| |
| Arbitro:                                                 | Weyland                |               |                |                                                                         |

| Arbitro: | Hennig |

|                        |           |                    |
| Ackermann 47’ Bitz 61’ | Marcatori | 27’ Brück 80’ Horr |

#### Girone di ritorno
| Arbitro: | Wengenmayer |

|          |           |            |
| Diehl 3’ | Marcatori | 38’ Hermes |

| Arbitro: | Berner |

|                            |           |                   |
| Lütkebohmert 20’ Budde 25’ | Marcatori | 55’ Bitz 57’ Seel |

| Arbitro: | Hennig |

|  |           |            |
|  | Marcatori | 17’ Weidle |

| Arbitro: | Picker |

|                                                            |           |                        |
| Bonhof 60’ Kulik 62’ Rupp 71’, 75’ Wimmer 74’ Heynckes 83’ | Marcatori | 73’ Ackermann 78’ Bitz |

| Arbitro: | Eschweiler |

|                |           |               |
| Hošić 40’, 73’ | Marcatori | 27’ Entenmann |

| Arbitro: | Ohmsen |

|                                        |           |                                         |
| Lehmann 23’ (rig.) Pirsig 83’ Worm 87’ | Marcatori | 17’ Bitz 30’ Pirrung 34’ Hošić 65’ Seel |

| Arbitro: | Geng |

|                         |           |                |
| Friedrich 20’ Fuchs 41’ | Marcatori | 34’, 47’ Nogly |

| Arbitro: | Gabor |

|                        |           |                                     |
| Reimann 25’ Mrosko 27’ | Marcatori | 71’ Friedrich 73’ Diehl 90’ Schwarz |

| Arbitro: | Wohlfarth |

|                       |           |  |
| Glowacz 14’ Flohe 74’ | Marcatori |  |

| Arbitro: | Betz |

|             |           |          |
| Pirrung 44’ | Marcatori | 72’ Zewe |

| Arbitro: | Niemann |

|                                 |           |  |
| Balte 15’ Majgl 39’ Walitza 85’ | Marcatori |  |

| Arbitro: | Lutz |

|                                          |           |          |
| Pirrung 23’ (rig.) Seel 64’ Wilhelmi 67’ | Marcatori | 36’ Held |

| Arbitro: | Fork |

|                                                 |           |  |
| Hoeneß 5’ Müller 18’, 29’ (rig.), 48’, 66’, 79’ | Marcatori |  |

| Arbitro: | Berner |

|                                                      |           |                         |
| Pirrung 18’, 29’, 48’ (rig.) Hošić 33’ Seel 35’, 78’ | Marcatori | 44’ Jakobs 60’ Hollmann |

| Arbitro: | Kindervater |

|                                                          |           |           |
| Kamp 23’ Røntved 33’ Hasebrink 56’ Görts 63’ Höttges 70’ | Marcatori | 89’ Hošić |

| Arbitro: | Burgers |

|                             |           |  |
| Friedrich 14’ Seel 57’, 77’ | Marcatori |  |

| Arbitro: | Hoppe |

|                                             |           |           |
| Müller 6’ Beer 42’ Hermandung 60’ Brück 89’ | Marcatori | 73’ Fuchs |

### Coppa di Germania
| Arbitro: | Berner |

|                                             |           |                         |
| Horn 18’, 19’ Größler 44’ Dvorak 76’ (rig.) | Marcatori | 6’ Friedrich 57’ Henkes |

| Arbitro: | Geng |

|                                          |           |  |
| Huber 10’, 56’ Friedrich 61’ Pirrung 90’ | Marcatori |  |

| Arbitro: | Weyland |

|                     |           |                |
| Brenninger 35’, 49’ | Marcatori | 48’ Toppmöller |

| Arbitro: | Engel |

|                        |           |  |
| Diehl 80’ Pirrung 101’ | Marcatori |  |

| Arbitro: | Horstmann |

|                 |           |               |
| Danner 34’, 76’ | Marcatori | 63’ Ackermann |

| Arbitro: | Frickel |

|           |           |                                        |
| Huber 87’ | Marcatori | 30’ Rupp 39’ (rig.) Heynckes 89’ Kulik |

### Coppa di Lega
| Arbitro: | Walesch |

|                              |           |                         |
| Röhl 3’ Brand 48’ Müller 78’ | Marcatori | 9’ Toppmöller 44’ Hošić |

| Arbitro: | Dittmer |

|          |           |           |
| Kipp 48’ | Marcatori | 75’ Hošić |

| Arbitro: | Engel |

|                 |           |                                  |
| Vogt 78’ (rig.) | Marcatori | 55’ Krauth 72’ Weidle 76’ Parits |

| Arbitro: | Biwersi |

|          |           |  |
| Vogt 51’ | Marcatori |  |

| Arbitro: | Eschweiler |

|                                        |           |                    |
| Krauth 5’ Grabowski 41’ Hölzenbein 68’ | Marcatori | 74’ Hošić 90’ Vogt |

| Arbitro: | Huster |

|                                                     |           |                      |
| Diehl 4’ Friedrich 81’ (rig.) Hošić 87’, 89’ (rig.) | Marcatori | 32’ Brinsa 60’ Brand |

### Coppa UEFA
| Arbitro: | Wahlen |

|                                  |           |           |
| Conroy 59’ Hurst 70’ Ritchie 85’ | Marcatori | 76’ Hošić |

| Arbitro: | Eksztajn |

|                                            |           |  |
| Huber 23’ Friedrich 45’ Bitz 64’ Hošić 79’ | Marcatori |  |

| Arbitro: | Bucheli |

|               |           |                          |
| Fernandes 44’ | Marcatori | 30’, 52’ Hošić 64’ Diehl |

| Arbitro: | Paterson |

|  |           |             |
|  | Marcatori | 90’ Eduardo |

| Arbitro: | Clematide |

|                                    |           |  |
| Zanazanyan 37’ (rig.) Kazaryan 57’ | Marcatori |  |

| Arbitro: | van der Kroft |

|                                         |                      |                                                              |
| Bitz 7’ Huber 75’ (rig.)                | Marcatori            |                                                              |
| Huber Seel Fuchs Diehl Müller Ackermann | Tiri di rigore 5 – 4 | Andreasyan Zanazanyan Ištoyan Harutyunyan Margarov Gevorgyan |

| Arbitro: | Schulenburg |

|                |           |                       |
| Toppmöller 22’ | Marcatori | 14’ Danner 26’ Jensen |

| Arbitro: | Tschenscher |

|                                                                    |           |          |
| Jensen 7’, 85’ Netzer 42’ Heynckes 53’ (rig.), 60’, 82’ Danner 90’ | Marcatori | 26’ Seel |

## Statistiche

### Statistiche di squadra
| Competizione      | Punti | In casa | In casa | In casa | In casa | In casa | In casa | In trasferta | In trasferta | In trasferta | In trasferta | In trasferta | In trasferta | Totale | Totale | Totale | Totale | Totale | Totale | DR  |
| Competizione      | Punti | G       | V       | N       | P       | Gf      | Gs      | G            | V            | N            | P            | Gf           | Gs           | G      | V      | N      | P      | Gf     | Gs     | DR  |
| ----------------- | ----- | ------- | ------- | ------- | ------- | ------- | ------- | ------------ | ------------ | ------------ | ------------ | ------------ | ------------ | ------ | ------ | ------ | ------ | ------ | ------ | --- |
| Bundesliga        | 34    | 17      | 10      | 6       | 1       | 37      | 18      | 17           | 2            | 4            | 11           | 21           | 50           | 34     | 12     | 10     | 12     | 58     | 68     | -10 |
| Coppa di Germania | -     | 3       | 2       | 0       | 1       | 7       | 3       | 3            | 0            | 0            | 3            | 4            | 8            | 6      | 2      | 0      | 4      | 11     | 11     | 0   |
| Coppa di Lega     | -     | 3       | 2       | 0       | 1       | 6       | 5       | 3            | 0            | 1            | 2            | 5            | 7            | 6      | 2      | 1      | 3      | 11     | 12     | -1  |
| Coppa UEFA        | -     | 4       | 2       | 0       | 2       | 7       | 3       | 4            | 1            | 0            | 3            | 5            | 13           | 8      | 3      | 0      | 5      | 12     | 16     | -4  |
| Totale            | 34    | 27      | 16      | 6       | 5       | 57      | 29      | 28           | 3            | 5            | 20           | 35           | 83           | 55     | 19     | 11     | 25     | 92     | 112    | -20 |

### Andamento in campionato
| Giornata  | 1  | 2  | 3  | 4  | 5  | 6  | 7  | 8  | 9 | 10 | 11 | 12 | 13 | 14 | 15 | 16 | 17 | 18 | 19 | 20 | 21 | 22 | 23 | 24 | 25 | 26 | 27 | 28 | 29 | 30 | 31 | 32 | 33 | 34 |
| --------- | -- | -- | -- | -- | -- | -- | -- | -- | - | -- | -- | -- | -- | -- | -- | -- | -- | -- | -- | -- | -- | -- | -- | -- | -- | -- | -- | -- | -- | -- | -- | -- | -- | -- |
| Luogo     | T  | C  | T  | C  | T  | C  | T  | C  | C | T  | C  | T  | C  | T  | C  | T  | C  | C  | T  | C  | T  | C  | T  | C  | T  | T  | C  | T  | C  | T  | C  | T  | C  | T  |
| Risultato | P  | V  | P  | V  | P  | N  | N  | V  | V | P  | N  | N  | V  | P  | V  | N  | N  | N  | N  | P  | P  | V  | V  | N  | V  | P  | N  | P  | V  | P  | V  | P  | V  | P  |
| Posizione | 16 | 11 | 12 | 10 | 12 | 13 | 13 | 10 | 8 | 10 | 11 | 10 | 8  | 9  | 7  | 9  | 7  | 8  | 9  | 10 | 10 | 10 | 9  | 8  | 7  | 7  | 9  | 10 | 8  | 8  | 8  | 9  | 9  | 9  |

Legenda:

Luogo: C = Casa; T = Trasferta. Risultato: V = Vittoria; N = Pareggio; P = Sconfitta.

### Statistiche dei giocatori
| Giocatore     | Bundesliga | Bundesliga | Bundesliga  | Bundesliga | Coppa di Germania | Coppa di Germania | Coppa di Germania | Coppa di Germania | Coppa di Lega | Coppa di Lega | Coppa di Lega | Coppa di Lega | Coppa UEFA | Coppa UEFA | Coppa UEFA  | Coppa UEFA | Totale   | Totale | Totale      | Totale     |
| Giocatore     | Presenze   | Reti       | Ammonizioni | Espulsioni | Presenze          | Reti              | Ammonizioni       | Espulsioni        | Presenze      | Reti          | Ammonizioni   | Espulsioni    | Presenze   | Reti       | Ammonizioni | Espulsioni | Presenze | Reti   | Ammonizioni | Espulsioni |
| ------------- | ---------- | ---------- | ----------- | ---------- | ----------------- | ----------------- | ----------------- | ----------------- | ------------- | ------------- | ------------- | ------------- | ---------- | ---------- | ----------- | ---------- | -------- | ------ | ----------- | ---------- |
| K. Ackermann  | 33         | 5          | 0           | 0          | 6                 | 1                 | 0                 | 0                 | 6             | 0             | 0             | 0             | 8          | 0          | 0           | 0          | 53       | 6      | 0           | 0          |
| H. Bitz       | 33         | 5          | 0           | 0          | 6                 | 0                 | 0                 | 0                 | 1             | 0             | 0             | 0             | 7          | 2          | 0           | 0          | 47       | 7      | 0           | 0          |
| W. Brehm      | 1          | 0          | 0           | 0          | 0                 | 0                 | 0                 | 0                 | 0             | 0             | 0             | 0             | 0          | 0          | 0           | 0          | 1        | 0      | 0           | 0          |
| E. Diehl      | 30         | 3          | 0           | 0          | 6                 | 1                 | 0                 | 0                 | 6             | 1             | 0             | 0             | 8          | 1          | 0           | 0          | 50       | 6      | 0           | 0          |
| J. Elting     | 6          | 0          | 0           | 0          | 0                 | 0                 | 0                 | 0                 | 3             | 0             | 0             | 0             | 2          | 0          | 0           | 0          | 11       | 0      | 0           | 0          |
| H. Franz      | 0          | 0          | 0           | 0          | 0                 | 0                 | 0                 | 0                 | 0             | 0             | 0             | 0             | 0          | 0          | 0           | 0          | 0        | 0      | 0           | 0          |
| J. Friedrich  | 30         | 5          | 0           | 0          | 6                 | 2                 | 0                 | 0                 | 3             | 1             | 0             | 0             | 6          | 1          | 0           | 0          | 45       | 9      | 0           | 0          |
| F. Fuchs      | 29         | 3          | 0           | 0          | 6                 | 0                 | 0                 | 0                 | 5             | 0             | 0             | 0             | 8          | 0          | 1           | 0          | 48       | 3      | 1           | 0          |
| H. Henkes     | 3          | 0          | 0           | 0          | 1                 | 1                 | 0                 | 0                 | 3             | 0             | 0             | 0             | 2          | 0          | 0           | 0          | 9        | 1      | 0           | 0          |
| I. Hošić      | 26         | 10         | 0           | 0          | 2                 | 0                 | 0                 | 0                 | 6             | 5             | 0             | 0             | 6          | 4          | 0           | 0          | 40       | 19     | 0           | 0          |
| L. Huber      | 32         | 1          | 0           | 0          | 5                 | 3                 | 0                 | 0                 | 5             | 0             | 0             | 0             | 8          | 2          | 0           | 0          | 50       | 6      | 0           | 0          |
| W. Michelbach | 1          | 0          | 0           | 0          | 0                 | 0                 | 0                 | 0                 | 0             | 0             | 0             | 0             | 0          | 0          | 0           | 0          | 1        | 0      | 0           | 0          |
| J. Müller     | 2          | 0          | 0           | 0          | 0                 | 0                 | 0                 | 0                 | 0             | 0             | 0             | 0             | 3          | 0          | 0           | 0          | 5        | 0      | 0           | 0          |
| J. Pirrung    | 30         | 8          | 0           | 0          | 5                 | 2                 | 0                 | 0                 | 5             | 0             | 0             | 0             | 8          | 0          | 0           | 0          | 48       | 10     | 0           | 0          |
| G. Rademacher | 3          | 0          | 0           | 0          | 1                 | 0                 | 0                 | 0                 | 3             | 0             | 0             | 0             | 1          | 0          | 0           | 0          | 8        | 0      | 0           | 0          |
| G. Reinders   | 22         | 0          | 0           | 0          | 4                 | 0                 | 0                 | 0                 | 5             | 0             | 0             | 0             | 5          | 0          | 1           | 0          | 36       | 0      | 1           | 0          |
| D. Schwager   | 30         | 0          | 0           | 0          | 6                 | 0                 | 0                 | 0                 | 5             | 0             | 0             | 0             | 7          | 0          | 0           | 0          | 48       | 0      | 0           | 0          |
| P. Schwarz    | 4          | 1          | 0           | 0          | 0                 | 0                 | 0                 | 0                 | 0             | 0             | 0             | 0             | 1          | 0          | 0           | 0          | 5        | 1      | 0           | 0          |
| W. Seel       | 32         | 11         | 0           | 0          | 6                 | 0                 | 0                 | 0                 | 6             | 0             | 0             | 0             | 7          | 1          | 0           | 0          | 51       | 12     | 0           | 0          |
| J. Stabel     | 29         | 0          | 0           | 0          | 6                 | 0                 | 0                 | 0                 | 3             | 0             | 0             | 0             | 6          | 0          | 0           | 0          | 44       | 0      | 0           | 0          |
| H. Toppmöller | 0          | 0          | 0           | 0          | 0                 | 0                 | 0                 | 0                 | 0             | 0             | 0             | 0             | 0          | 0          | 0           | 0          | 0        | 0      | 0           | 0          |
| K. Toppmöller | 9          | 0          | 0           | 0          | 2                 | 1                 | 0                 | 0                 | 4             | 1             | 0             | 0             | 3          | 1          | 0           | 0          | 18       | 3      | 0           | 0          |
| K. Vogt       | 15         | 5          | 0           | 0          | 2                 | 0                 | 0                 | 0                 | 5             | 3             | 0             | 0             | 2          | 0          | 0           | 0          | 24       | 8      | 0           | 0          |
| H. Wilhelmi   | 3          | 1          | 0           | 0          | 0                 | 0                 | 0                 | 0                 | 0             | 0             | 0             | 0             | 0          | 0          | 0           | 0          | 3        | 1      | 0           | 0          |